# SK Slavia Praha (futsal)
Futsalový klub SK Slavia Praha byl založen v roce 1996 jako SELP Praha. V roce 2009 byl klub přijat Valnou hromadou Sportovního klubu Slavia mezi "sešívané sporty" a změnil název i sídlo. 

## Historie
Od nejnižších futsalových soutěží se klub od roku 1996 postupně probojoval až do 1. ligy. Do té postoupil v roce 2007. Od sezóny 2007/2008 „A“ tým působí nepřetržitě v nejvyšší futsalové soutěži. Pouze jednou chyběl v play-off (2011/2012). Nejlepším umístěním jsou doposud čtvrtá místa ze sezón 2008/2009, 2009/2010, 2018/2019, bronzová medaile ze sezóny 2015/2016, a především titul vicemistr ČR a stříbrná medaile v sezóně 2016/2017. V Poháru FAČR zaznamenal klub tři semifinálové účasti a bronzovou medaili ze sezóny 2013/2014.
Ve futsalu FIFA jsou pořádány pravidelné celostátní soutěže v kategoriích U17 a U19. V nich je klub velmi úspěšný, práce s juniory, dorostenci a mládeží je jeho chloubou. V mladší kategorii U17 získala Slavia titul Vicemistra České republiky v sezónách 2011/2012 a 2013/2014. V sezóně 2018/2019 tým vybojoval titul mistra ČR.
Ve starší kategorii získala futsalová Slavia titul Vicemistr ČR v sezóně 2012/2013, 2015/2016, bronzovou medaili v sezóně 2013/2014 a především titul mistr ČR v sezóně 2014/2015 a 2019/2020! V roce 2019 klub založil Národní futsalovou akademii (NFA), která má výrazně posunout výchovu futsalové mládeže v České republice.
Své domácí zápasy odehrává ve sportovní hale Slavia – EDEN, která má kapacitu 1 000 diváků. Hlavním sponzorem klubu je společnost CITIC Group, vlastník fotbalové Slavie Praha. Nejvyšší výhra v historii klubu je 17:0 nad týmem Dynamo České Budějovice a nejvyšší prohra je 1:11 s FC Balticlora Teplice.
V sezoně 2020/2021 se Slavia střetla ve čtvrtfinále play-off s AC Sparta Praha, kterou po mimořádně dramatickém průběhu série vyřadila 3:2 na utkání. O celé sérii byl natočen téměř dvouhodinový dokument "Totální derby", který je prezentován na YouTube kanálu klubu Slavia FUTSAL TV.

## Soupiska
Zdroj: 
Aktuální k datu: 14. září 2020
| Číslo |           | Pozice    | Hráč            |
| ----- | --------- | --------- | --------------- |
| 28    | Slovensko | Brankář   | Marek Karpiak   |
| 29    | Česko     | Brankář   | Adam Vondráček  |
| 2     | Česko     | Univerzál | Martin Brychta  |
| 6     | Česko     | Univerzál | David Jošt      |
| 7     | Česko     | Univerzál | Zdeněk Sita     |
| 8     | Makedonie | Univerzál | Daniel de Souza |
| 9     | Makedonie | Univerzál | Igor Leovski    |
| 13    | Česko     | Univerzál | Zdeněk Sláma    |
| 22    | Česko     | Univerzál | Jan Homola      |
| 23    | Slovensko | Univerzál | Filip Vaktor    |
| 10    |           | Univerzál | Matúš Ševčík    |
| 44    | Česko     | Univerzál | Radim Záruba    |
| 97    | Česko     | Univerzál | Jan Křemen      |

## Umístění v jednotlivých sezonách
Zdroj: 
Legenda: Z – zápasy, V – výhry, R – remízy, P – porážky, VG – vstřelené góly, OG – obdržené góly, +/- – rozdíl skóre, B – body, červené podbarvení – sestup, zelené podbarvení – postup, fialové podbarvení – reorganizace, změna skupiny či soutěže
| Česko (2009 – ) |                     |        |    |    |   |    |     |     |     |    |       |             |
| Sezóny          | Liga                | Úroveň | Z  | V  | R | P  | VG  | OG  | +/- | B  | P. ZČ | Play-off    |
| 2009/10         | 1. celostátní liga  | 1      | 22 | 8  | 2 | 12 | 64  | 78  | -14 | 26 | 7.    | Semifinále  |
| 2010/11         | Jetbull futsal liga | 1      | 22 | 9  | 2 | 11 | 62  | 78  | -16 | 29 | 8.    | Čtvrtfinále |
| 2011/12         | CHANCE futsal liga  | 1      | 22 | 7  | 3 | 12 | 67  | 81  | -14 | 24 | 9.    |             |
| 2012/13         | CHANCE futsal liga  | 1      | 22 | 6  | 3 | 13 | 56  | 104 | -48 | 21 | 8.    | Čtvrtfinále |
| 2013/14         | CHANCE futsal liga  | 1      | 22 | 10 | 1 | 11 | 84  | 97  | -13 | 31 | 8.    | Čtvrtfinále |
| 2014/15         | CHANCE futsal liga  | 1      | 22 | 5  | 4 | 13 | 66  | 101 | -35 | 19 | 8.    | Čtvrtfinále |
| 2015/16         | CHANCE futsal liga  | 1      | 22 | 14 | 1 | 7  | 87  | 74  | +13 | 43 | 3.    | Semifinále  |
| 2016/17         | CHANCE futsal liga  | 1      | 22 | 9  | 5 | 8  | 78  | 78  | 0   | 32 | 5.    | Finále      |
| 2017/18         | VARTA futsal liga   | 1      | 22 | 11 | 0 | 11 | 101 | 81  | 20  | 33 | 6.    | Čtvrtfinále |
| 2018/19         | VARTA futsal liga   | 1      | 20 | 13 | 3 | 4  | 101 | 59  | 42  | 42 | 4.    | Semifinále  |
| 2019/20         | VARTA futsal liga   | 1      | 20 | 13 | 0 | 7  | 109 | 83  | 26  | 39 | 5.    | Nedohráno   |
| 2020/21         | 1. FUTSAL liga      | 1      | 22 | 13 | 3 | 6  | 120 | 69  | 51  | 42 | 4.    | Semifinále  |
| 2021/22         | 1. FUTSAL liga      | 1      | 22 | 15 | 1 | 6  | 108 | 40  | +68 | 46 | 4.    | Semifinále  |
| 2022/23         | 1. FUTSAL liga      | 1      | 22 | 13 | 4 | 5  | 108 | 71  | +37 | 43 | 3.    | Semifinále  |